# Amorophaga japonica
Amorophaga japonica är en fjärilsart som beskrevs av Robinson 1986. Amorophaga japonica ingår i släktet Amorophaga och familjen äkta malar. Inga underarter finns listade i Catalogue of Life.